# Spinosatibiapalpus tansleyi
Espèce
Spinosatibiapalpus tansleyi est une espèce d'araignées mygalomorphes de la famille des Theraphosidae.

## Distribution
Cette espèce est endémique de la Trinité à Trinité-et-Tobago.

## Description
Le mâle holotype mesure 39,0 mm.

## Systématique et taxinomie
Cette espèce a été décrite par Gabriel et Sherwood en 2020.

## Étymologie
Cette espèce est nommée en l'honneur de Guy Tansley.

## Publication originale
- Gabriel & Sherwood, 2020 : « Revised taxonomic placement of Pseudhapalopus Strand, 1907, with notes on some related taxa (Araneae: Theraphosidae). » Arachnology, vol. 18, no 4, p. 301-316.